# Harold Norse
Harold Norse (ur. 6 lipca 1916 w Nowym Jorku  – zm. 8 czerwca 2009 w San Francisco) – amerykański pisarz.
Urodził się na Brooklynie. Jego matką była niezamężna żydowska imigrantka z Rosji a ojcem nieznany z nazwiska, prawdopodobnie amerykański żołnierz. Norse literaturą zainteresował się  już w liceum. W 1934 r., jako student pierwszego roku Brooklyn College, wygrał konkurs poetycki. Na ostatnim roku poznał swojego partnera Chestera Kallmana. Szkołę ukończył w 1938 r. Talent Norse'a w 1951 r. został doceniony przez Williama C. Williamsa, który zaprosił go w 1952 r. do prezentacji twórczości w Museum of Modern Art. W. C. Williams określił Norse'a „najlepszym poetą swojego pokolenia”, co było wielkim uznaniem, biorąc pod uwagę, że Williams był mentorem: Allena Ginsberga, Denise Levertov, Charles'a Olsona. Po opublikowaniu w 1953 r. swojej pierwszej książki poetyckiej The Undersea Mountain, wyjechał  do Włoch. Szybko nauczył się języka włoskiego i zainteresował się twórczością XIX w. poety Giuseppe Gioachino Belli, którego ponad 2000 sonetów przetłumaczył. W 1957 r. miał zostać deportowany z Włoch za opublikowanie w Saturday Review wiersza „Pomnik Wiktora Emanuela (Rzym)”. W 1960 r. przeniósł się do Paryża, gdzie w Beat Hotel spotkał Williama S. Burroughsa, Gregory'ego Corso, Allena Ginsberga,  Briona Gysina. Wykorzystując technikę pisarką opracowaną przez B. Gysina i W. S. Burroughsa, napisał swoją eksperymentalną powieść Beat Hotel. Do USA powrócił w 1969 r.